# (908) Buda
(908) Buda – planetoida z grupy pasa głównego asteroid okrążająca Słońce w ciągu 3 lat i 325 dni w średniej odległości 2,47 au. Została odkryta 30 listopada 1918 roku w Landessternwarte Heidelberg-Königstuhl w Heidelbergu przez Maxa Wolfa. Nazwa pochodzi od Budy, jednej z części miasta Budapeszt. Przed jej nadaniem planetoida nosiła oznaczenie tymczasowe (908) 1918 EX.